# صندوق الدنيا (فلم)
صندوق الدنيا (بالإنجليزية: The Box of Life) هو فيلم دراما تم إنتاجه في فرنسا وسوريا وصدر في سنة 2002.

## ملخص القصة
يريد كبير العشيرة العجوز وهو على فراش المرض منح اسمه لواحد من الأطفال الذين يولدون في العائلة كى يرثه، إلا أنه لم يعد يستطيع التعرف عليهم، في هذا الكون والفراغ يبقى ثلاثة أحفاد دون أسماء، يبحثون عن النجاة والعزة.

## روابط خارجية
- مقالات تستعمل روابط فنية بلا صلة مع ويكي بيانات